# Socjalistyczna Federacyjna Republika Jugosławii
Socjalistyczna Federacyjna Republika Jugosławii (mac. Социјалистичка федеративна република Југославија, serb.-chorw. Socijalistička federativna republika Jugoslavija, Социјалистичка федеративна република Југославија, słoweń. Socialistična federativna republika Jugoslavija) – państwo socjalistyczne na Półwyspie Bałkańskim, istniejące w latach 1945–1992, obejmujące terytorium Jugosławii.
Formalnie państwo proklamowano w 1943 r. jako Demokratyczną Federacyjną Jugosławię. W listopadzie 1945 r. zdominowany przez komunistów parlament zdetronizował króla, proklamując republikę. W 1946 r. oficjalną nazwę zmieniono na Federacyjna Ludowa Republika Jugosławii, a w 1963 r. – na Socjalistyczna Federacyjna Republika Jugosławii. Potocznie była przez mieszkańców niekiedy nazywana „drugą Jugosławią” (dla odróżnienia od „pierwszej”, czyli Królestwa Jugosławii).

## Geneza
Jugosławia formalnie skapitulowała przed III Rzeszą 17 kwietnia 1941, a już 28 kwietnia 1941 rozpoczęły się przygotowania do formowania komunistycznych, antyhitlerowskich oddziałów zbrojnych. 1 maja 1941 opublikowano ulotkę wzywającą do zjednoczenia się przeciwko okupacji. Miesiąc później komuniści rozpoczęli przygotowania do ogólnonarodowego powstania. Komunistów ożywił atak Niemiec na ZSRR. Entuzjasta walki zbrojnej Milovan Đilas zapowiedział, że już za dwa miesiące Armia Czerwona wkroczy do Jugosławii. KC wydała komunikat wzywający do powstania.
Już we wrześniu partyzanci Josipa Broz Tity oswobodzili pierwsze tereny w Serbii. Partyzanci powołali na tych obszarach Republikę Užičką. Pod koniec 1941 r. partyzancka Narodowa Armia Wyzwolenia Jugosławii liczyła 80 000 żołnierzy. Niewielki ruch oporu w ciągu kilku lat przekształcił się w 800-tysięczną armię, która była w stanie wyzwolić całość obszaru Jugosławii.

## Historia

### Utworzenie państwa
Jedynie Albania spośród innych okupowanych krajów w Europie wyzwoliła się samodzielnie, Jugosławia w przeważającej mierze, gdyż w walkach o wyzwolenie Belgradu wzięła udział także Armia Czerwona. U progu zimnej wojny Jugosławia znalazła się w bloku wschodnim, jako jedyna z ówczesnych państw demokracji ludowej nie była państwem uzależnionym od Związku Socjalistycznych Republik Radzieckich. Po wyzwoleniu przywódca ruchu oporu, a zarazem twórca federacji Jugosłowian, Josip Broz Tito, cieszył się masowym poparciem społeczeństwa i traktowany był jako wyzwoliciel. Choć w praktyce niemalże cały kraj znajdował się w rękach partyzantów Tity, ówczesny monarcha Piotr II nie uznał wcześniejszego porozumienia Tity i rządu emigracyjnego, w którym strony zobowiązały się utworzyć wspólny rząd.
7 marca 1945 proklamowano Tymczasowy Rząd Demokratycznej Federacji Jugosławii (Demokratska Federativna Jugoslavija, DFJ). Nazwa nie zawierała określenia „republika” bądź „królestwo”; rząd miał bowiem grupować zarówno republikański ruch oporu, jak i wierny monarchii rząd na emigracji. Przewodniczącym rządu został Tito, a ministrem spraw zagranicznych reprezentant emigracji, Ivan Šubašić. Rząd ogłosił swój program, który zawierał postulaty odbudowy kraju, pozyskania na rzecz Jugosławii spornych obszarów Istrii, Triestu, Karyntii i Przymorza Słoweńskiego. Zagwarantowano też równe prawa wszystkim obywatelom Jugosławii niezależnie od ich pochodzenia.
Armię partyzancką przekształcono w Jugosłowiańską Armię Ludową (Jugoslovenska Narodna armija, JNA), która stała się czwartym najsilniejszym wojskiem kontynentu (wyłączając ZSRR) (szczególnie duże zdolności walki partyzanckiej, nieregularnej). Większość stanowisk w nowym państwie zajęli weterani wojny. Oprócz JNA, powołano UDB (UDBA) tłum. Administracja Bezpieczeństwa Państwowego, później nazwana SDB, tłum. Służba Bezpieczeństwa Państwowego (prowadząca m.in. kontrwywiad i wywiad w strefie cywilnej) podległa tamtejszemu MSW i KOS (tłum. Służba Kontrwywiadowcza) (najdłużej pod nazwą Uprava bezbednosti tłum. Administracja Bezpieczeństwa, podległa tłum. Związkowemu Sekretariatowi Ludowej Obrony, sprawy kontrwywiadu wojskowego). Za wywiad wojskowy odpowiadał Zarząd II Sztabu Generalnego JNA. Te instytucje MSW SFRJ i powiązane z JNA zajmowały się między innymi wyszukiwaniem, ściganiem, więzieniem oraz likwidacją nazistowskich kolaborantów i zbrodniarzy wojennych. Wywiad Jugosławii aresztował dużą liczbę kolaborantów oraz, co wzbudziło duże kontrowersje, wielu chorwackich księży katolickich (aresztowania związane były z powszechną kolaboracją chorwackich duchownych z reżimem ustaszy). W sierpniu zorganizowano III posiedzenie Antyfaszystowskiej Rady Wyzwolenia Narodowego. Rada przekształcona została w Tymczasowe Zgromadzenie Ludowe, do którego wstąpili przedstawiciele wszystkich partii i organizacji politycznych, w tym przedwojenni posłowie i działacze niechętnej komunistom prawicy. Tymczasowe Zgromadzenie Ludowe podjęło się szeregu reform, m.in. rolnej i konfiskaty majątków kolaborantów. Uchwalono formalne włączenie do federacji spornych terenów Austrii i Włoch. 9 czerwca rząd jugosłowiański podpisał z aliantami zachodnimi umowę, na mocy której obszary Austrii i Włoch podzielono na strefę A – okupowaną przez armie Wielkiej Brytanii i USA oraz strefę B – należącą do Jugosławii. Miało być to rozwiązaniem do czasu, gdy podpisany zostanie traktat pokojowy z Włochami.

#### Monopolizacja władzy przez KPJ

Logo rządzącej w Jugosławii partii komunistycznej

Uczestnicy ruchu oporu skupili się wokół Frontu Narodowego, do którego należała KPJ, natomiast przedstawiciele ugrupowań opozycyjnych wokół Partii Demokratycznej, składającej się z monarchistów z kraju i z emigracji. Partia Demokratyczna opowiedziała się za powrotem do przedwojennego ustroju państwa i poparta została przez hierarchię Kościoła. W 1945 r. aresztowany został biskup Alojzy Wiktor Stepinac, który oskarżony został o wspieranie przymusowych konwersji Serbów na katolicyzm i wspieranie terroru reżimu chorwackich ustaszy. Przez państwa zachodu aresztowanie uznane zostało za dowód na zaprowadzenie w kraju terroru komunistycznego. W rezultacie Stepinacowi złagodzono wyrok, a wkrótce mu go skrócono i zredukowano do aresztu domowego, z możliwością wyjazdu do dowolnego arcybiskupstwa. Na początku istnienia federacji funkcjonowały zbrojne grupy podziemne składające się z byłych żołnierzy oddziałów kolaboracyjnych, liczyły one około 12 tysięcy bojówkarzy. Jedną z silniejszych grup byli chorwaccy Krzyżowcy (Križari), czyli byli ustasze.
Wybory parlamentarne odbyły się 11 listopada 1945. Wybory wygrał republikański Front Ludowy, wybory zostały zbojkotowane przez monarchistów. Kandydaci Frontu zdobyli 90% głosów. Nazwę kraju zmieniono na Federacyjna Ludowa Republika Jugosławii. 29 listopada 1945 Jugosłowiańskie Zgromadzenie Ustawodawcze, formalnie zdetronizowało króla Piotra II, Zgromadzenie następnie opracowało i wydało nową, republikańską konstytucję. Rząd Tymczasowy formalnie istniał do końca następnego roku i zyskał sobie poparcie ZSRR i jego sojuszników, mocarstwa zachodnie państwowość Jugosławii uznały w grudniu.

#### Walka o zachodnią granicę
Kwestia zachodniej granicy Jugosławii rozstrzygnięta miała być na Konferencji Pokojowej. Przed konferencją przestrzeń powietrzna państwa często naruszana była przez samoloty amerykańskie i brytyjskie, dwa z nich rozbiły się po tym, gdy Jugosłowianie zmusili je do lądowania. Jugosławia przeprosiła za incydent i wypłaciła odszkodowania. Do eskalacji konfliktu doszło, gdy USA odmówiły wypłacenia Jugosławii zdeponowanego przez rząd emigracyjny złota o wartości 47 milionów dolarów. Konferencja rozpoczęła się w lipcu. Jugosławia domagała się przyznania jej Triestu i dużej części Istrii, w wyniku kompromisu mocarstwa zachodnie zgodziły się utworzyć Wolne Terytorium Triestu. Jugosławia zażądała, aby Triest związano z Jugosławią unią realną, na co Zachód już nie chciał się zgodzić, przez co w rezultacie Jugosłowianie nie podpisali traktatu pokojowego.
W październiku rozpoczęła się kolejna konferencja, tym razem w Nowym Jorku pomiędzy ministrami czterech mocarstw alianckich. Konferencja zakończyła się w pierwszej połowie grudnia. Przed jej rozpoczęciem Tito spotkał się z Palmiro Togliattim, liderem włoskich komunistów. Tito zaproponował liderowi komunistów, że w zamian za Triest Włochy powinny przyznać Jugosławii obszar Gorycji. Propozycją Jugosłowian zainteresował się minister spraw zagranicznych Włoch, Pietro Nenni. Jako że Broz wolał, aby terenem Triestu dysponowali Włosi, a nie mocarstwa, zgodził się na pewne ustępstwa wobec Włoch, zgodził się m.in. na zwolnienie jeńców wojennych. W zamian za utworzenie Wolnego Terytorium Triestu, Jugosławia uzyskała część Krainy Julijskiej jednak bez miasta Gorycja. Traktat pokojowy Jugosławii z Włochami podpisano 10 lutego 1947. Reprezentant Jugosławii podkreślił przy tym, że jego kraj nie rezygnuje z terenów które mu się należą.

### Rozłam z ZSRR
W odróżnieniu od innych państw socjalistycznych, Jugosławia nie uzgadniała własnej polityki zagranicznej z radzieckim ministrem spraw zagranicznych oraz wydalała z kraju niezgadzających się z polityką Jugosławii doradców.
Zimą 1948 r. do ZSRR przybyła delegacja z Jugosławii. W rozmowach wziął udział również reprezentant Bułgarii, Georgi Dymitrow. Na spotkaniu dyskutowano utworzenie ewentualnej Federacji Jugosłowiańsko-Bułgarskiej. Stalin oskarżył przy tym Titę, że chce on włączyć Albanię w skład Jugosławii. Stalin potępił tę politykę stwierdzając, że zadaniem Jugosławii powinno być połączenie się Jugosławii i Bułgarii, a następnie utworzenie Federacji Bałkańskiej z udziałem Albanii. Nie zgodził się na to Tito, który uznał, że Bułgaria powinna stać się republiką związkową Jugosławii (na co z kolei nie godzili się Bułgarzy, którzy zgadzali się tylko na konfederację). Po wymianie zdań Sowieci wycofali z Jugosławii doradców. 27 marca Stalin wysłał Ticie list, w którym określił on stanowisko Jugosławii jako „antyradzieckie”, a komentarze Tity odnośnie do ZSRR i WKP(b) określił jako lewicowe frazesy, powołując się przy tym na komentarze, w których przywódca Jugosławii twierdził m.in. że „w ZSRR panuje wielkomocarstwowy szowinizm”, „socjalizm w ZSRR przestał być rewolucyjny”, a „WKP(b) jest zwyrodniała”. Ze strony Józefa Stalina pod adresem Jugosławii padły oskarżenia o oddanie czołowych stanowisk w rządzie w ręce agentów zachodu czy przyjęcie trockizmu. Swoje listy, w których wyraziły solidarność ze Związkiem Radzieckim, wysłały komitety centralne partii całego bloku wschodniego. Tito nie został poddany krytyce jedynie przez Polską Partię Robotniczą.
Komunistyczna Partia Jugosławii wydalona została z proradzieckiego Kominformu w czerwcu 1948 r. Przy wydaleniu partii z grupy powołano się na „nacjonalistyczne elementy”, które miały rzekomo przejąć władzę w partii. Stosunkowo spora część komunistów w Jugosławii opowiedziała się za polityką Kominformu – staliniści w Czarnogórze próbowali nawet utworzyć własną partyzantkę antyrządową. Do frakcji stalinowców dołączył Arso Jovanović, dawny wojskowy armii królewskiej, który przeszedł do wojsk komunistów. ZSRR prawdopodobnie chciał powołać w Bukareszcie satelicki rząd emigracyjny Jugosławii, do którego dołączyć miał generał Jovanović. Generał próbował przedostać się do Rumunii (gdzie przeniesiono kierownictwo Kominformu), lecz został zastrzelony podczas próby nielegalnego przekroczenia granicy.
W kraju rozpoczęły się represje wobec miejscowych sympatyków stalinizmu. Duża część zagorzałych stalinistów trafiła do więzienia o zaostrzonym rygorze na wyspie Goli otok. W odpowiedzi Związek Radziecki rozpoczął blokadę gospodarczą. Jednocześnie planował dokonać przewrotu w Jugosławii. Nowym przywódcą miał zostać Andrij Hebranga – lider chorwackich komunistów, odsunięty od władzy z powodu skłonności nacjonalistycznych. Titoiści oskarżyli Hebranga o szpiegostwo i chęć oderwania Chorwacji od Jugosławii, po czym został on skazany i stracony. Kominform ogłosił, że partia z Jugosławii znajduje się „w rękach morderców i szpiegów”, a Tito zbudował w kraju „reżim policyjny typu faszystowskiego”. W 1949 roku kryzys niemal przerodził się w konflikt wojenny, gdy na północnej granicy Jugosławii zbierać się zaczęły wojska węgierskie i radzieckie.
Po odejściu od komunizmu w stylu radzieckim przyjęto program samozarządzania którego najbardziej radykalni przedstawiciele proponowali nawet likwidację partii komunistycznej. W 1950 r. Zgromadzenie Narodowe poparło projekt sporządzony przez Milovana Đilasa i Broza Titę o „samozarządzaniu”. Po śmierci radzieckiego dyktatora w 1953 r., Tito odrzucił zaproszenie ZSRR na rozmowy w celu omówienia ewentualnej normalizacji stosunków radziecko-jugosłowiańskich. Z kolei w 1955 r. na rozmowy z Tito w Belgradzie przybyli Nikita Chruszczow i Nikołaj Bułganin. Na spotkaniu z Tito przeprosili za wypaczenia popełniane przez administrację Stalina. Tito odwiedził Związek Radziecki w 1956 roku, tym samym zasygnalizował światu, że wrogość między Jugosławią a ZSRR została załagodzona. Do pierwszych zgrzytów po destalinizacji doszło już po Poznańskim Czerwcu i wydarzeniach na Węgrzech. Jugosławia w walkach między frakcjami poparła narodowych komunistów i potępiła radziecką interwencję na Węgrzech.

### Polityka w latach 60. i 70.

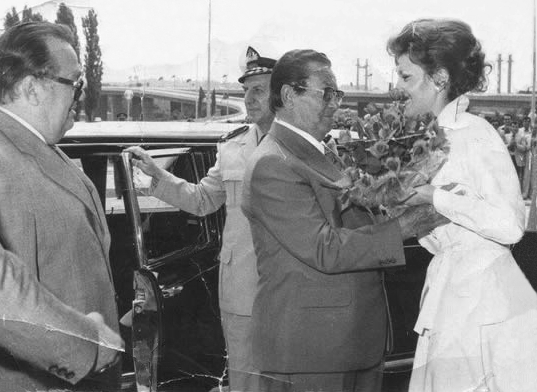
Przywódca Jugosławii Josip Broz Tito w latach 70.

W 1964 r. kraj zmienił nazwę na Socjalistyczna Federalna Republika Jugosławii (SFRJ). Podjęte reformy ułatwiły działalność prywatnych przedsiębiorstw i zniosły wiele ograniczeń dotyczących wolności słowa i wyznania. Jugosławia wprowadziła też politykę umożliwiającą swobodne podróżowanie cudzoziemców po kraju oraz umożliwiającą podróże obywateli Jugosławii po całym świecie.
Wiosną 1968 r. w Lublanie, Zagrzebiu i Belgradzie doszło do protestów studenckich. Studenci domagali się likwidacji nierówności socjalnych, bezrobocia, większej demokratyzacji, poprawy warunków materialnych młodzieży i większego udziału studentów w życiu społecznym. Studenci zajęli Uniwersytet Belgradzki, który ogłosili „Czerwonym Uniwersytetem Karola Marksa” oraz Uniwersytet Zagrzebski, który przemianowali na „Socjalistyczną Wszechnicę Siedmiu Sekretarzy SKOJ-a”. Pojawiły się hasła „Precz z czerwoną burżuazją, nie chcemy odbudowy kapitalizmu”. Wkrótce do protestów przyłączyli się wykładowcy, udziału w demonstracjach odmówili natomiast robotnicy.
Po studenckich protestach rząd wprowadził paszporty i zwiększył możliwości wyjazdu za granicę, a w kraju pojawiły się zagraniczne wydawnictwa. Zmiany te wdrażane były na równi z boomem gospodarczym, który przejawił się poprzez m.in. zwiększoną liczbę samochodów nabywanych przez osoby prywatne. Reformy kontynuowano na początku lat 70. W 1971 r. wniesiono do konstytucji poprawki, które wzmocniły rolę systemu samorządowego i objęły jeszcze większy obszar zarządzania.
Politykę liberalizacji ograniczono po kryzysie narodowościowym z połowy lat 70., gdy do głosu doszły serbskie i chorwackie nacjonalizmy. Po kryzysie narodowościowym powołano samoobronę cywilną oraz zwiększono rolę policji politycznej.

### Rozpad federacji
W 1980 r. zmarł twórca i długoletni przywódca socjalistycznej Jugosławii, Josip Broz Tito. W 1991 r. rozpoczął się rozpad federacji na szereg państw narodowych.

## Polityka gospodarcza
Program reform w myśl zasady głoszonej przez hasło: „fabryki robotnikom, ziemia chłopom” ogłoszono w 1950 r. Na skutek reform utrzymanych w stylu socjalistycznym, w przedsiębiorstwach utworzono samorządy wybierane przez pracowników. Już na sesji z 27 czerwca uchwalono ustawę o kierowaniu przedsiębiorstwami państwowymi przez kolektywy składające się z robotników. Przyjęcie programu samorządności zakończyło dwuletni okres szukania alternatywy, trwający od zerwania z komunizmem w stylu radzieckim, dominującym wcześniej w kraju. Jugosłowianie tworząc nowy model socjalizmu nie korzystali z innych wzorców, z przeszłości nawiązując jedynie do demonstracji robotników z 15 lutego 1876 w Kragujevacu, gdy strajkujący pracownicy wywiesili czerwony sztandar z napisem „Samouprava”, czyli „samorząd”.
Program reform zakładał też zwiększenie samorządności w innych, niegospodarczych dziedzinach życia. Okres najbardziej radykalnych reform lat 50. znany jest jako „Wielki Przełom”. Przed reformami w stylu samorządności, w styczniu poprzedniego roku Broz przeprowadził kolektywizację wsi, co spotkało się z protestami części chłopstwa, które przerodziły się w demonstracje przeciwko rządom partii, a w niektórych miejscach Wojwodiny i Bośni – w starcia między chłopami uzbrojonymi w powojenną broń a policją.
W latach 50. samorządność objęła coraz szersze dziedziny życia. Program miał stać się fundamentem budowy socjalizmu i jedynym na świecie projektem prawdziwie socjalistycznej demokracji. Koncepcja opracowana przez Titę i Kardelja zakładała, że samorządność będzie się cały czas udoskonalać. Miała być to historyczna, jakościowa przemiana systemowa, od której, według jej teoretyków, nie było odwrotu. Jednocześnie rząd wstrzymał realizację innych eksperymentów i reform, z których część przynosiła więcej strat niż korzyści. W 1961 r. Zgromadzenie Narodowe wydało ustawę, która określała zasady dzielenia dochodów firm. Powołane zostały komisje, które miały zapobiegać dowolności w określaniu pensji. W rynkowych zmianach część działaczy partii widziała zagrożenie dla gospodarki kraju. Uważali oni, że zmiany te doprowadzą do nielojalnej konkurencji i spekulacji. Krytycy systemu uważali, że załogi pracowników rozgrabią dochód. Zwolennicy samorządności uważali natomiast, że w dalszym ciągu w gospodarce dominują zjawiska etatystyczne, które należy ukrócić, a organizacje samorządowe należy usamodzielnić.

## Polityka zagraniczna

### W trakcie pobytu w bloku wschodnim
Początkowo jednym z głównych priorytetów była poprawa relacji ze Stanami Zjednoczonymi. Zabieganie o poparcie USA okazało się kluczowe przed Konferencją Pokojową, na której rozstrzygnąć się miały spory terytorialne Jugosławii. Amerykanie odmówili udzielenia poparcia Jugosłowianom i rozmieścili oddziały Polskich Sił Zbrojnych na Zachodzie wzdłuż obszarów granicznych. Tuż po zakończeniu wojny nie obeszło się bez kilku starć między polskimi i jugosłowiańskimi patrolami. Udało się natomiast na pewien czas polepszyć relacje z Wielką Brytanią. Początkowo Jugosławia wsparła plan Marshalla jednakże po negocjacjach ze Związkiem Radzieckim odrzuciła plan i przyjęła doradców i pomoc ze wschodu.
Jugosławia uznała Polski Komitet Wyzwolenia Narodowego. Polska po pokonaniu Niemców, w zamian za wcześniejsze poparcie wysłała Jugosłowianom sto wagonów węgla. Jugosławia poparła polskie żądania co do przyznania jej granic na Odrze i Nysie. Przyjazne relacje utrzymywano również z innymi demokracjami ludowymi i ZSRR, jedynie prezydent Edvard Beneš z Czechosłowacji odmówił Jugosławii podpisania układu o przyjaźni (motywowano to strachem przed wciągnięciem kraju w walkę o tereny graniczne Jugosławii). Przyjazne stosunki nawiązano dopiero na wiosnę, gdy komuniści umocnili w Czechosłowacji swoją władzę. Jugosłowianie proponowali Sowietom utworzenie ośrodka koordynacyjnego partii komunistycznych. W 1946 r. Jugosławia podpisała umowę z Albanią, a w 1947 r. z Bułgarią i Węgrami.

#### Radykalizacja stanowiska
Jugosłowianie stopniowo zaczęli prowadzić o wiele bardziej wojowniczą politykę niż pozostałe kraje demokracji ludowej. Stworzyli plan militarny „Maksimum”. W przypadku inwazji zachodniej na Jugosławię zakładał on uderzenie militarne na Włochy i Grecję i wywołanie tam rewolucji. Plany te budziły niepokój Sowietów i były o tyle możliwe do zrealizowania, że w lipcu 1948 r. po nieudanym zamachu na włoskiego przywódcę komunistów, Palmiro Togliattiego, na przemysłowej północy Włoch doszło do zrywów robotniczych.
W greckiej wojnie domowej Jugosławia jawnie popierała stronę republikańską (wsparcia rebeliantom do czasu udzielały też Albania i Bułgaria), podczas gdy ZSRR ustalił, że Grecja nie leży w obszarze jego zainteresowań i przypadnie ona Brytyjczykom. Do Jugosławii przybyła też grupa partyzantów hiszpańskich, którzy mieli powrócić do Hiszpanii i dołączyć do republikańskiego ruchu oporu. W 1948 r. do Belgradu przybyła delegacja komunistów hiszpańskich, zabiegająca o poparcie dla ewentualnej rebelii antyfrankistowskiej. Wbrew woli Józefa Stalina Tito apelował do greckiego ruchu oporu, aby ten kontynuował walkę zbrojną, i obiecał udzielenie pomocy rebeliantom.

### Normalizacja stosunków z zachodem
Po odejściu od stalinizmu, Jugosławia naprawiła stosunki z Zachodem, a tamtejsza partia nawiązała dobre stosunki z wieloma partiami socjaldemokratycznymi. W 1953 r. przywódca Jugosławii odwiedził Wielką Brytanię. Stosunki Jugosławii z USA i państwami Europy Zachodniej na ogół pozostawały serdeczne. Jesienią 1960 r. Tito w czasie posiedzenia Zgromadzenia Ogólnego ONZ spotkał się z prezydentem USA, Dwightem Eisenhowerem. Tito i Eisehnower omówili szereg kwestii od kontroli zbrojeń do rozwoju gospodarczego.

### Utworzenie ruchu niezaangażowania
Socjalistyczna Jugosławia była jednym z założycieli Ruchu Państw Niezaangażowanych. W lipcu 1956 r. Jugosławia zorganizowała wraz z Egiptem i Indiami spotkanie na wyspie Vang, na którym powołano formalną „Niezależną Trójkę”. W 1958 r. przywódca kraju złożył wizytę w krajach Afryki i Azji, gdzie rozmawiał o zjednoczeniu się, obronie przed mocarstwami i o wspólnej walce o interesy. Do I Konferencji szefów rządów państw niezaangażowanych doszło we wrześniu 1961 r. w Jugosławii. W konferencji udział wzięło 25 państw oraz 3 jako obserwatorzy. W następnych latach grupę zasiliły kolejne kraje, a także grupy narodowowyzwoleńcze. Zdaniem przeciwników organizacji Ruch Państw Niezaangażowanych był trzecim blokiem zimnej wojny, co jednak nie było zgodne z prawdą, bowiem organizacja nie miała charakteru militarnego. Jugosławia w kolejnych latach często podejmowała problemy krajów Trzeciego Świata. Jugosłowianie zaoferowali mediację m.in. w wojnie między Iranem a Irakiem.
W 1967 r. Jugosławia promowała pokojowe rozwiązanie konfliktu izraelsko-arabskiego. Jego plan zakładał skłonienie Arabów do uznania państwa Izrael w zamian za zwrot jego zdobyczy terytorialnych. W tym samym roku Tito zaoferował prezydentowi Czechosłowacji Alexandrowi Dubčekowi, że przyleci do Pragi na trzy godziny, jeśli tylko Dubček będzie potrzebował pomocy w zwalczaniu ZSRR.

### Wsparcie dla ruchów narodowowyzwoleńczych
Jugosławia aktywnie wspierała ruchy antykolonialne i narodowowyzwoleńcze w krajach Trzeciego Świata. Rząd wysłał wsparcie m.in. dla partyzantów angolskich toczących wojnę o niepodległość. W tym samym okresie wsparła też FRELIMO zbrojnie walczące o wyzwolenie Mozambiku.

## Największe miasta Jugosławii
Miasta Socjalistycznej Federacyjnej Republiki Jugosławii z liczbą mieszkańców powyżej 150 tys.:
| Lp. | Nazwa polska | Nazwa oryginalna             | Republika              | Liczba mieszkańców (1991) | Belgrad Zagrzeb Skopje Sarajewo | Lublana Split Nowy Sad Rijeka |
| 1   | Belgrad      | Beograd/Београд              | SR Serbii              | 1 133 146                 | Belgrad Zagrzeb Skopje Sarajewo | Lublana Split Nowy Sad Rijeka |
| 2   | Zagrzeb      | Zagreb                       | SR Chorwacji           | 933 914                   | Belgrad Zagrzeb Skopje Sarajewo | Lublana Split Nowy Sad Rijeka |
| 3   | Skopje       | Скопје                       | SR Macedonii           | 444 760                   | Belgrad Zagrzeb Skopje Sarajewo | Lublana Split Nowy Sad Rijeka |
| 4   | Sarajewo     | Sarajevo/Сарајево            | SR Bośni i Hercegowiny | 361 735                   | Belgrad Zagrzeb Skopje Sarajewo | Lublana Split Nowy Sad Rijeka |
| 5   | Lublana      | Ljubljana                    | SR Słowenii            | 258 873                   | Belgrad Zagrzeb Skopje Sarajewo | Lublana Split Nowy Sad Rijeka |
| 6   | Split        | Split                        | SR Chorwacji           | 200 459                   | Belgrad Zagrzeb Skopje Sarajewo | Lublana Split Nowy Sad Rijeka |
| 7   | Prisztina    | Priština/Приштина, Prishtinë | SR Serbii              | 199 654                   | Belgrad Zagrzeb Skopje Sarajewo | Lublana Split Nowy Sad Rijeka |
| 8   | Nowy Sad     | Novi Sad/Нови Сад            | SR Serbii              | 198 326                   | Belgrad Zagrzeb Skopje Sarajewo | Lublana Split Nowy Sad Rijeka |
| 9   | Banja Luka   | Banja Luka/Бања Лука         | SR Bośni i Hercegowiny | 195 692                   | Belgrad Zagrzeb Skopje Sarajewo | Lublana Split Nowy Sad Rijeka |
| 10  | Kragujevac   | Kragujevac/Крагујевац        | SR Serbii              | 180 084                   | Belgrad Zagrzeb Skopje Sarajewo | Lublana Split Nowy Sad Rijeka |
| 11  | Nisz         | Niš/Ниш                      | SR Serbii              | 173 250                   | Belgrad Zagrzeb Skopje Sarajewo | Lublana Split Nowy Sad Rijeka |
| 12  | Rijeka       | Rijeka                       | SR Chorwacji           | 165 904                   | Belgrad Zagrzeb Skopje Sarajewo | Lublana Split Nowy Sad Rijeka |

## Podział administracyjny
SFRJ tworzyło 6 republik:

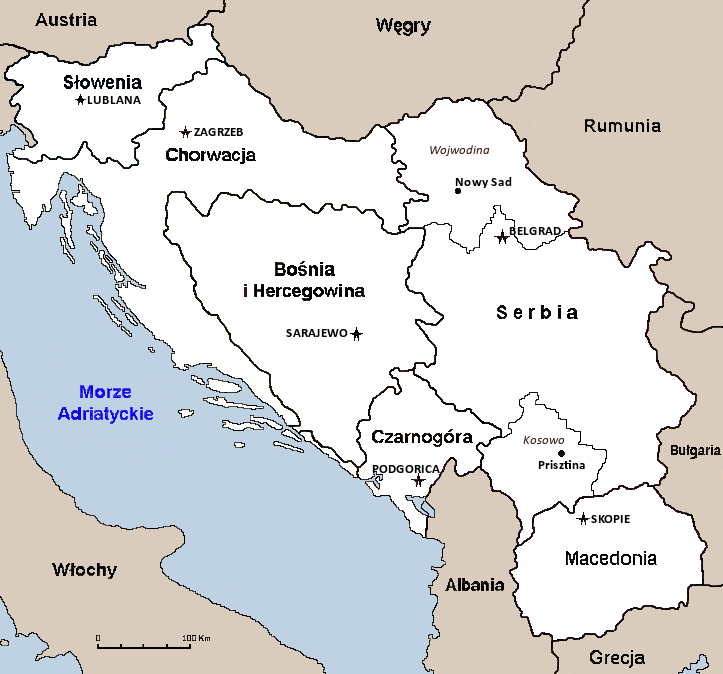
Socjalistyczna Federacyjna Republika Jugosławii

- Socjalistyczna Republika Bośni i Hercegowiny ze stolicą w Sarajewie

- Socjalistyczna Republika Chorwacji ze stolicą w Zagrzebiu

- Socjalistyczna Republika Macedonii ze stolicą w Skopju

- Socjalistyczna Republika Czarnogóry ze stolicą w Titogradzie (obecnie Podgorica)

- Socjalistyczna Republika Serbii ze stolicą w Belgradzie, w której wydzielone zostały:

Socjalistyczna Prowincja Autonomiczna Kosowo ze stolicą w Prisztinie
Socjalistyczna Prowincja Wojwodina ze stolicą w Nowym Sadzie
- Socjalistyczna Republika Słowenii ze stolicą w Lublanie

## Władze Jugosławii
Głowy państwa
Premierzy